# Isereus colasi
Isereus colasi es una especie de escarabajo del género Isereus, familia Leiodidae. Fue descrita por Bonadona en 1955.

## Distribución
Se encuentra en Francia.